# Idionyx periyashola
Idionyx periyashola är en trollsländeart som beskrevs av Fraser 1939. Idionyx periyashola ingår i släktet Idionyx och familjen skimmertrollsländor. IUCN kategoriserar arten globalt som otillräckligt studerad. Inga underarter finns listade i Catalogue of Life.